# Tarentola americana
Tarentola americana är en ödleart som beskrevs av Gray 1831. Tarentola americana ingår i släktet Tarentola och familjen geckoödlor.
Arten förekommer på Kuba, på Bahamas och på flera mindre öar i regionen. Den vistas i klippiga regioner som är täckta av skog eller lite växtlighet. Exemplaren gömmer sig ofta i bergssprickor.
Under historien besöktes grottorna där individerna vilar ofta av människor som sammlade guano. Andra hot mot beståndet saknas. IUCN kategoriserar arten globalt som livskraftig.

## Underarter
Arten delas in i följande underarter:
- T. a. warreni
- T. a. americana